# Parque nacional de Baskortostán
Parque nacional de Baskortostán (del ruso: национальный парк "Башкирия) es un parque nacional en la Federación de Rusia establecido el 11 de septiembre de 1986 y situado en la república de Baskortostán, cerca de Meleouz. No se debe confundir con la cercana reserva natural de Baskortostán.
El parque nacional comprende una docena de pueblos y aldeas con una población de 3800 habitantes. 
Su territorio abarca 92.000 hectáreas, que incluyen 83.200 hectáreas del parque de propiedad pública, mientras el resto (8.800 hectáreas) pertenece a propietarios privados.